# Ti lascerò
Ti lascerò è un singolo di Fausto Leali e Anna Oxa pubblicato il 
22 febbraio 1989 dalla CBS.

## Descrizione
È stato scritto da Franco Fasano, Fausto Leali, Franco Ciani, Fabrizio Berlincioni e Sergio Bardotti.
Il brano vinse il Festival di Sanremo 1989, risultando il terzo singolo più venduto fra quelli presentati in quell'edizione del Festival, dopo Esatto di Francesco Salvi e Vasco di Jovanotti.
I due artisti incisero insieme anche la canzone Avrei voluto, presentata pochi mesi dopo all'Eurovision Song Contest 1989, dove si classificò al nono posto.

## Tracce
Lato A
1. Ti lascerò (Anna Oxa e Fausto Leali)

Lato B
1. Ti lascerò (versione strumentale)

## Classifiche
| Posizione | 29 | 5 | 3 | 4 | 4 | 4 | 6 | 6 | 6 | 7 | 9 | 11 | 11 | 19 |